# William R. Roberts
William Randall Roberts (ur. 6 lutego 1830 w hrabstwie Cork w Irlandii, zm. 9 sierpnia 1897 w Nowym Jorku) – amerykański polityk, członek Partii Demokratycznej.

## Działalność polityczna
W okresie od 4 marca 1871 do 3 marca 1875 przez dwie kadencje był przedstawicielem 5. okręgu wyborczego w stanie Nowy Jork w Izbie Reprezentantów Stanów Zjednoczonych. 2 kwietnia 1885 prezydent Grover Cleveland mianował go posłem nadzwyczajnym i ministrem pełnomocnym w Chile i na tym stanowisku był do 19 sierpnia 1889.